# كأس التحدي الإسكتلندي 1991–92
كأس التحدي الإسكتلندي 1991–92 (بالإنجليزية: 1991–92 Scottish Challenge Cup)‏ هو موسم من كأس التحدي الإسكتلندي ‏. كان عدد الأندية المشاركة فيه 26، وفاز فيه هاميلتون أكاديميكال.